# Nova Veneza (Goiás)
| Nova Veneza                  | Nova Veneza                                                                      |
| ---------------------------- | -------------------------------------------------------------------------------- |
|                              |                                                                                  |
| Wappen                       | Flagge                                                                           |
| Wappen von Nova Veneza       | Flagge von Nova Veneza unbekannt                                                 |
| Karte                        |                                                                                  |
|                              |                                                                                  |
| Basisdaten                   |                                                                                  |
| Staat:                       | Brasilien (BRA)                                                                  |
| Verwaltungsgliederung:       | Mittelwesten                                                                     |
| Bundesstaat:                 | Goiás (GO)                                                                       |
| Mesoregion:                  | Zentral-Goiás                                                                    |
| Mikroregion:                 | Anápolis                                                                         |
| Angrenzende Gemeinden:       | Damolândia, Ouro Verde de Goiás, Nerópolis, Santo Antônio de Goiás, Brazabrantes |
| Distanz zu Goiânia:          | 51 km                                                                            |
| Geografische Lage:           | 16° 22′ S, 49° 19′ W                                                             |
| Zeitzone:                    | UTC-3 Sommer: UTC-2                                                              |
| Höhe:                        | 806 m ü. NN                                                                      |
| Fläche:                      | 123,376 km²                                                                      |
| Einwohner:                   | 8.129                                                                            |
| Bevölkerungsdichte:          | 65,9 Einwohner / km²                                                             |
| Telefonvorwahl:              | +55 62                                                                           |
| Postleitzahl (CEP):          | 75470-000                                                                        |
| Adresse der Stadtverwaltung: | Av. Ver. José Francisco da Silva, 72, Setor Centro                               |
| Offizielle Website:          | novaveneza.go.gov.br                                                             |
| Jahrestag:                   | 14. November                                                                     |
| Gemeindegründung:            | 1958                                                                             |
| Politik                      |                                                                                  |
| Bürgermeister:               | Luiz Antônio Stival Milhomens (PSDB), 2009–2012                                  |
| Vize-Bürgermeister:          | Vagner Reinaldo da Silva                                                         |

Nova Veneza ist eine brasilianische politische Gemeinde im Bundesstaat Goiás.
Sie liegt südwestlich der brasilianischen Hauptstadt Brasília und 51 km nördlich von Goiânia, der Hauptstadt des Bundesstaates, in der Mesoregion Zentral-Goiás und in der Mikroregion Anápolis. Nova Veneza gehört zur Metropolregion Goiânia.

## Geographische Lage
Nova Veneza grenzt an die Gemeinden:
- im Norden an Damolândia und Ouro Verde de Goiás
- im Osten an Nerópolis
- im Südosten an Santo Antônio de Goiás
- von Süden bis Nordosten an Brazabrantes